# Panteras del Táchira
Panteras del Táchira, fue una asociación deportiva de la ciudad de San Cristóbal, que se dedicó a la práctica del baloncesto de manera profesional. Disputó la Liga Especial de Baloncesto (Li-ESPECIAL).
La divisa fue fundada en 1975, y se incorporó en la expansión de 1975 de la Liga Especial de Baloncesto. Panteras fue un equipo competitivo desde su inicio, ya que en su temporada debut, llegaron a la final donde cayeron ante Colosos de Carabobo al mejor de cinco partidos. La temporada siguiente lograron alcanzar el título al vencer en tres juegos a los Ahorristas de Caracas, teniendo como figura al estadounidense Sam Shepherd. Dos temporadas después, en 1978, llegaron nuevamente a una final, pero esta vez perdieron cuatro juegos seguidos ante Guaiqueríes de Margarita.
En 1981 el equipo fue vendido y la franquicia paso a denominarse como Panteras de Lara. Posteriormente en 1986 la franquicia fue vendida a Humberto Oropeza quien pasó a denominarla como Panteras de Miranda.

## Palmarés
- Liga Profesional de Baloncesto (1): 1976.
  - Subcampeón (2): 1975 y 1978.